# Сьерра-Мадре-де-Оахака
Сьерра-Мадре-де-Оахака — горный хребет на юго-востоке Мексики, расположенный преимущественно на территории штата Оахака и простирающийся на север до штатов Пуэбла и Веракрус.

## География
Горный хребет берёт своё начало у пика Орисаба и простирается в юго-восточном направлении на 300 км до перешейка Теуантепек. Средняя высота хребта Сьерра-Мадре-де-Оахака составляет 2500 м. Серро-Семпоальтепетль — самая высокая точка хребта.
Хребет состоит из нескольких отрогов: Сьерра-де-Зонголика-Сьерра-Масатека, находящегося между каньоном Рио-Бланко и рекой Санто-Доминго, Сьерра-Хуарес, находящегося между реками Санто-Доминго и Кахонес, Сьерра-де-Вилья-Альта, расположенного к югу от реки Кахонес, Сьерра-Икстлан к юго-западу от Сьерра-Хуареса и Сьерра-Миксе на юго-востоке.
Восточные склоны хребта характеризуются повышенной влажностью, что препятствует проникновению влажных ветров с Мексиканского залива. В западной части, в зоне дождевой тени хребта, расположены несколько сухих долин, включая долины Теуакан, Куикатлан и Оахака.
Крупными горными системами региона также являются Сьерра-Мадре-дель-Сур на юго-западе, простирающегося вдоль побережья Тихого океана, и Сьерра-Мадре-де-Чьяпас на востоке, находящегося рядом с перешейком Теуантепек.
Река Бланко берёт начало в северной части горного хребта и прорезает большой каньон в Сьерра-Мадре-де-Оахака на пути к Мексиканскому заливу. Река Папалоапан питает большую часть северной и центральной части Сьерры, включая восточные и западные склоны хребта, прежде чем впасть в Мексиканский залив.
Большая часть Сьерры состоит из юрско-меловых известняков. В результате воздействия воды на известняки образовались карстовые формы рельефа, включая несколько крупных пещерных систем. К ним относятся пещеры Чеве в Сьерра-Хуарес и пещера Уаутла в Сьерра-Масатека.

## Экология
Экорегион сосново-дубовых лесов Сьерра-Мадре-де-Оахака расположен на высоте более 1600 метров над уровнем моря. Экорегион влажных горных лесов Оахаки расположен на высоте менее 1600 метров над уровнем моря на восточных склонах над низменностями Веракрус. 
Экорегион сухих лесов Бальзас занимает верхний бассейн реки Санто-Доминго, которая находится в дождевой тени Сьерра-Мадре-де-Оахака. Экорегион сухих лесов Южной части Тихого океана расположен на юге вдоль тихоокеанского побережья Мексики, простираясь до верхнего бассейна реки Теуантепек и долины Оахака.

## Население

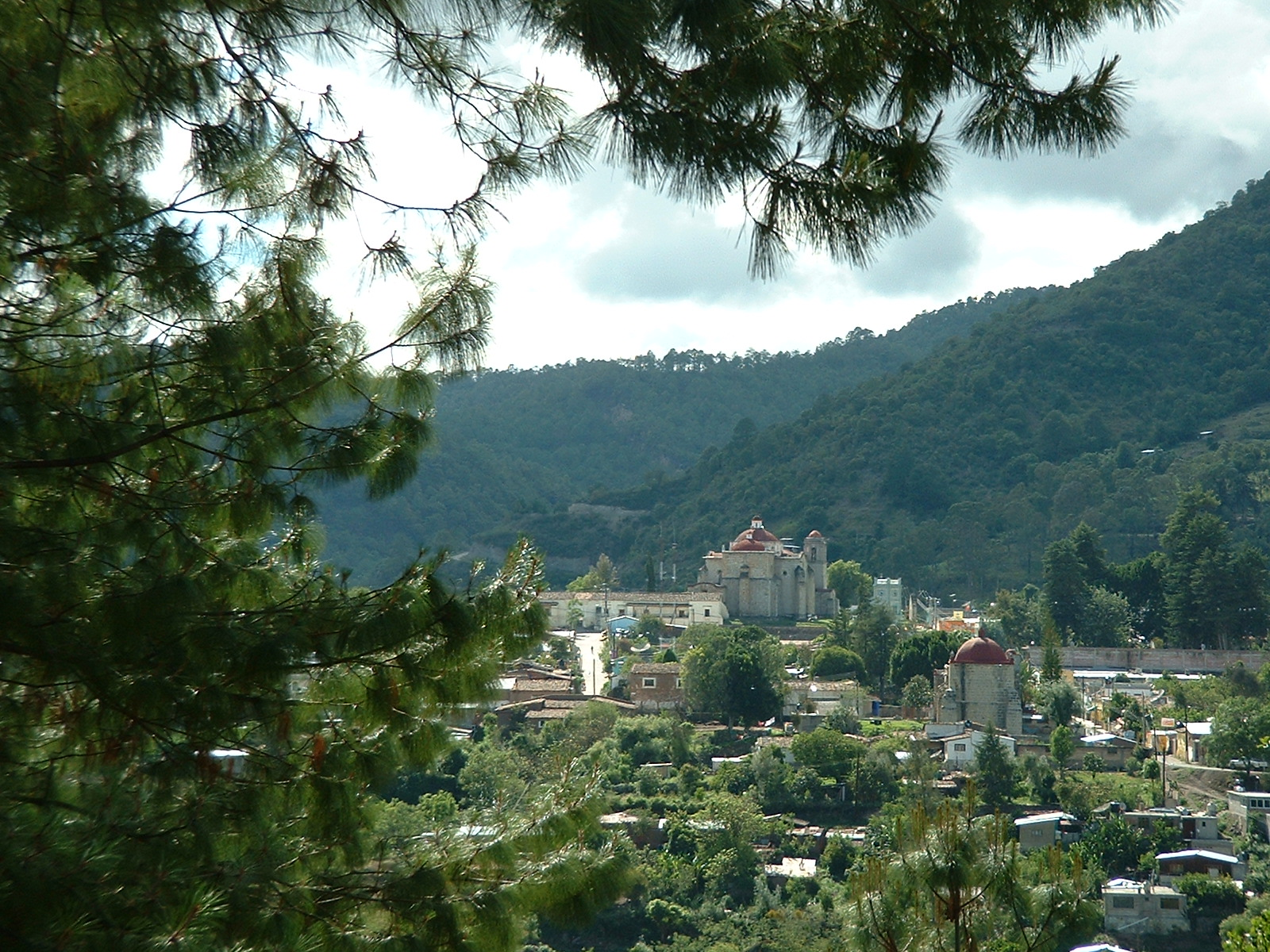
Икстлан-де-Хуарес.

В культурном и географическом плане система Сьерра-Мадре-де-Оахака подразделяется на множество более мелких горных хребтов или отрогов, каждый из которых имеет свою уникальную экологическую и культурную составляющую.
Горы Сьерра-Масатека, расположенные на северо-западе штата Оахака, достигают высоты около 2600 метров. Серро-Рабон, хотя и не является самой высокой вершиной, имеет форму кита и считается священной горой масатеков. Этот горный массив является родиной народа масатеков. Среди важных городов региона можно выделить Уаутла-де-Хименес, Элохочитлан-де-Флорес-Магон и Халапа-де-Диас.
Сьерра-де-Куикатлан, расположенная к югу от Сьерра-Масатека, представляет собой горный хребет, который отделяет низкие каньоны Куикатлана от Сьерра-Хуарес на западе. Этот горный массив является домом для народа куикатек.
Сьерра-Хуарес — это регион, где проживают представители народа сьерра-сапотеков. Важнейшими городами Сьерра-Хуареса являются: Икстлан-де-Хуарес, Сан-Ильдефонсо-Вилья-Альта и Вилья-Идальго-Ялалаг.
В Сьерра-Чинантеке, расположенном к северу от Сьерра-Хуареса, находятся  такие города как: Чинантек, Сантьяго-Комальтепек, Сан-Педро-Йолокс и Сан-Фелипе Усила.
На востоке хребта находится Сьерра-Миксе, где Сьерра-Мадре-де-Оахака простирается к перешейку Теуантепек. В этой местности проживает народ михе, который является потомком древних ольмеков, населявших побережье Мексиканского залива. Основными населёнными пунктами народа михе являются: Сан-Пабло, Сан-Педро-Аютла, Сантьяго-Сакатепек и Санта-Мария-Тотонтепек. Высочайшей точкой этого района является Земпоатептль — священная гора народа михе.